# Старый Гурьев
Старый Гурьев — исторический район казахстанского города Атырау, характеризующийся высокой плотностью сохранившихся зданий дореволюционного периода. 

## География
Хотя понятие «Старый Гурьев» знакомо многим атыраусцам, используется в местной прессе и краеведческих материалах, этот район не является ни административной единицей, ни единым ансамблем с охранным статусом, а потому не имеет формальных границ. 
Чаще всего к Старому Гурьеву относят прямоугольник площадью около 0,2 км², расположенный на правом берегу реки Урал и образованный улицами Академика Жарбосынова, Айтеке би, Пушкина и Халела Досмухамедова. В центре прямоугольника проходит улицы Балгимбаева и Исенова. На этой территории находится большинство сохранившихся каменных построек дореволюционной эпохи, преимущественно купеческих особняков, общественных и административных зданий.
В то же время районы старой, в том числе досоветской малоэтажной жилой застройки занимают многие территории, расположенные рядом с этим прямоугольником, но за его пределами, а отдельные дома-памятники времен Российской империи встречаются и в других районах города.

## Сохранность
В первые десятилетия 21 века многие исторические здания Старого Гурьева были снесены, заброшены или перестроены без сохранения архитектурного облика. Такое положение связано с тем, что охранный статус памятников истории и культуры на данный момент имеют лишь 6 зданий в границах района. Атырауский краевед Лев Гузиков не раз призывал расширить список объектов под защитой государства, чтобы предотвратить разрушение дореволюционного наследия. По словам Гузикова, в отсутствие государственного контроля «горожане беспрепятственно растаскивают конструкции столетних купеческих домов по улице Шевченко».
Летом 2023 года эксперты из Алматы провели экспертизу историко-культурной ценности 48 зданий в Атырау по заказу областного Центра исследования историко-культурного наследия. По результатам обследования было принято решение предоставить охранный статус 23 зданиям на территории Старого Гурьева и в его окрестностях — по улицам Айтеке би, Жарбосынова, Исенова, Кулманова, Афанасьева, Жансугурова, Темирханова, Шевченко и Баймуханова. По 4 обследованным дореволюцинным строениям было вынесено отрицательное решение. Эксперты мотивировали его тем, что облик зданий слишком сильно изменён текущими владельцами либо не подлежит восстановлению из-за масштаба разрушений.

## Фотогалерея

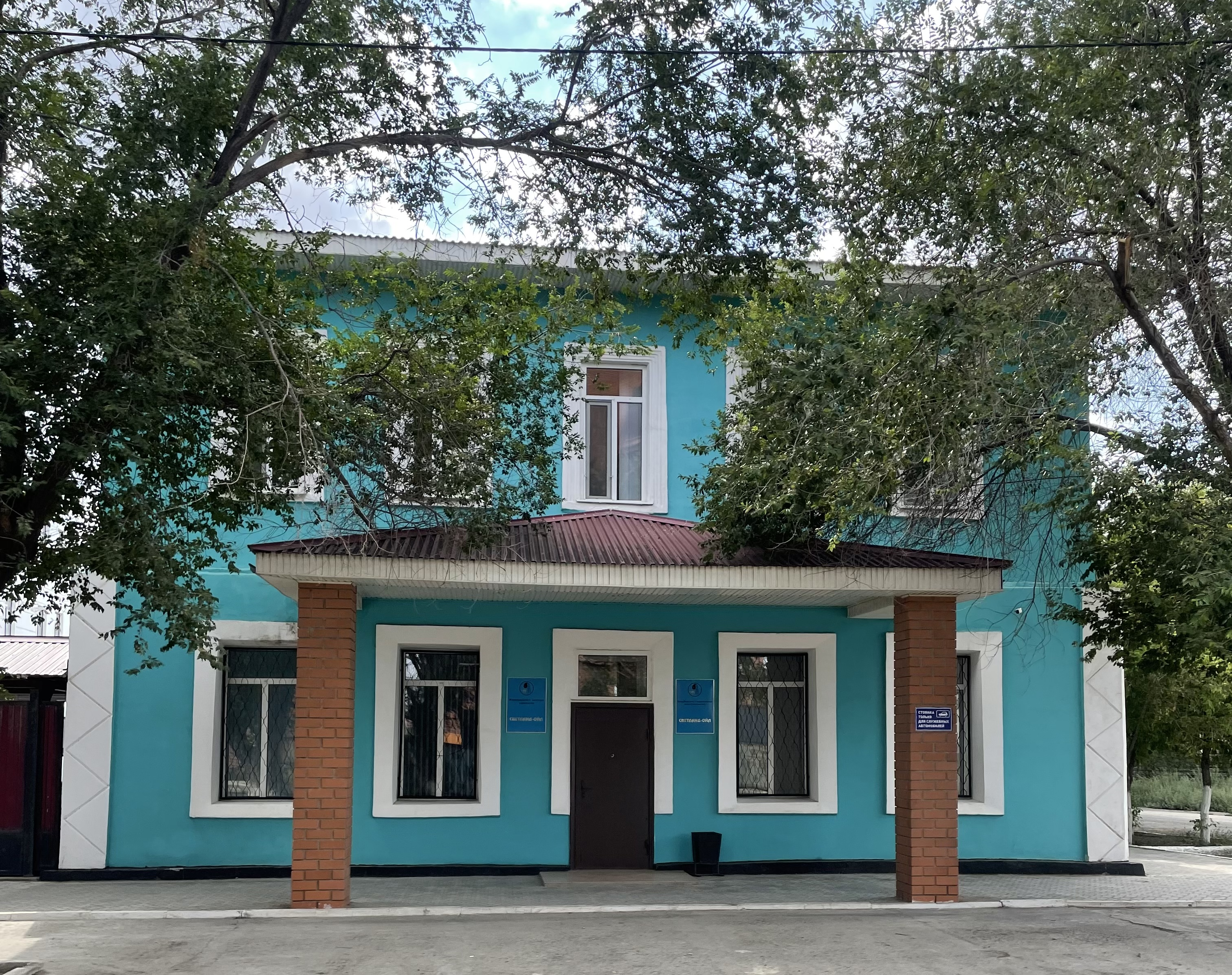
ул. Шевченко, 2
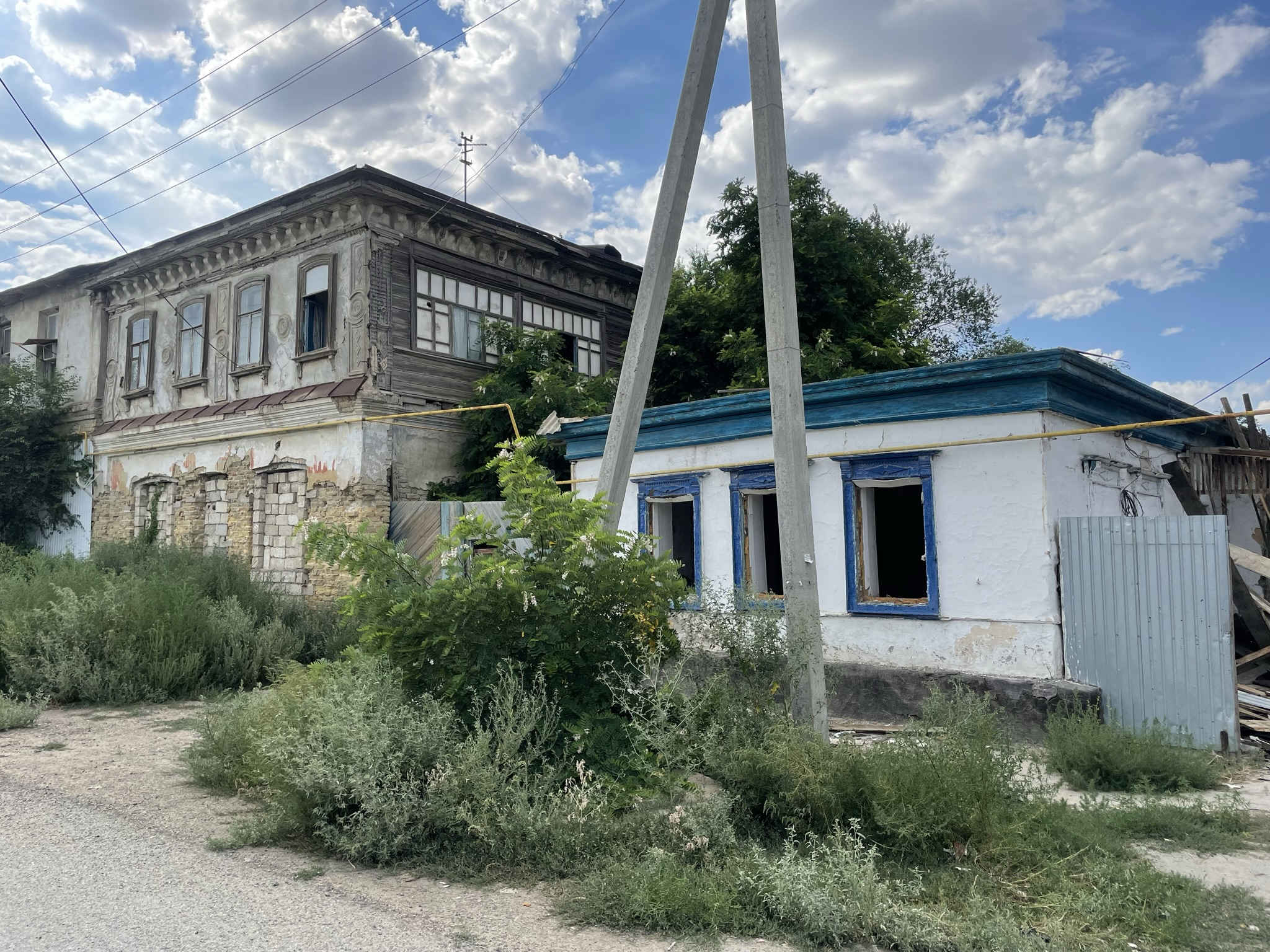
ул. Шевченко, 5
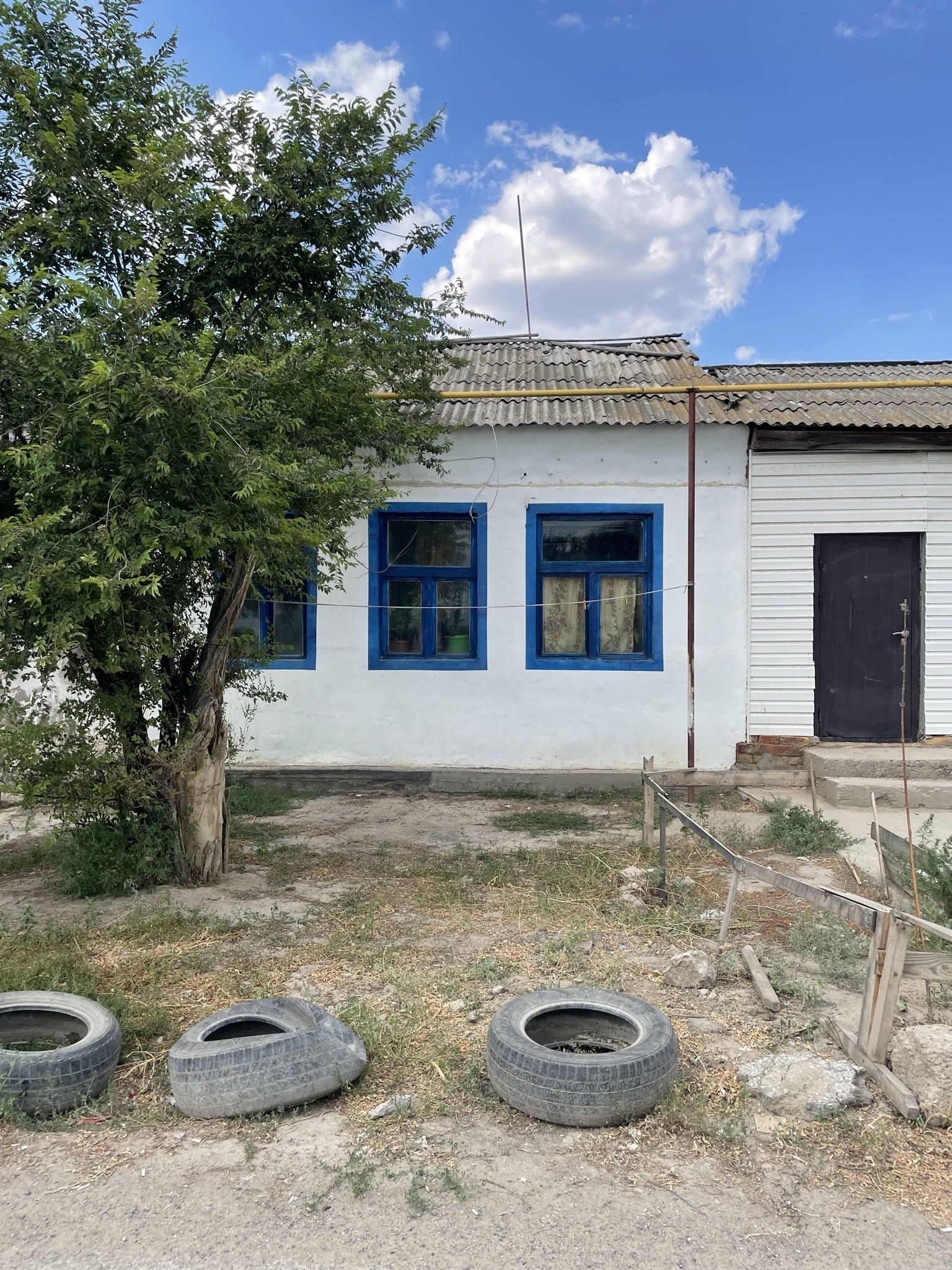
ул. Айтеке би, 31
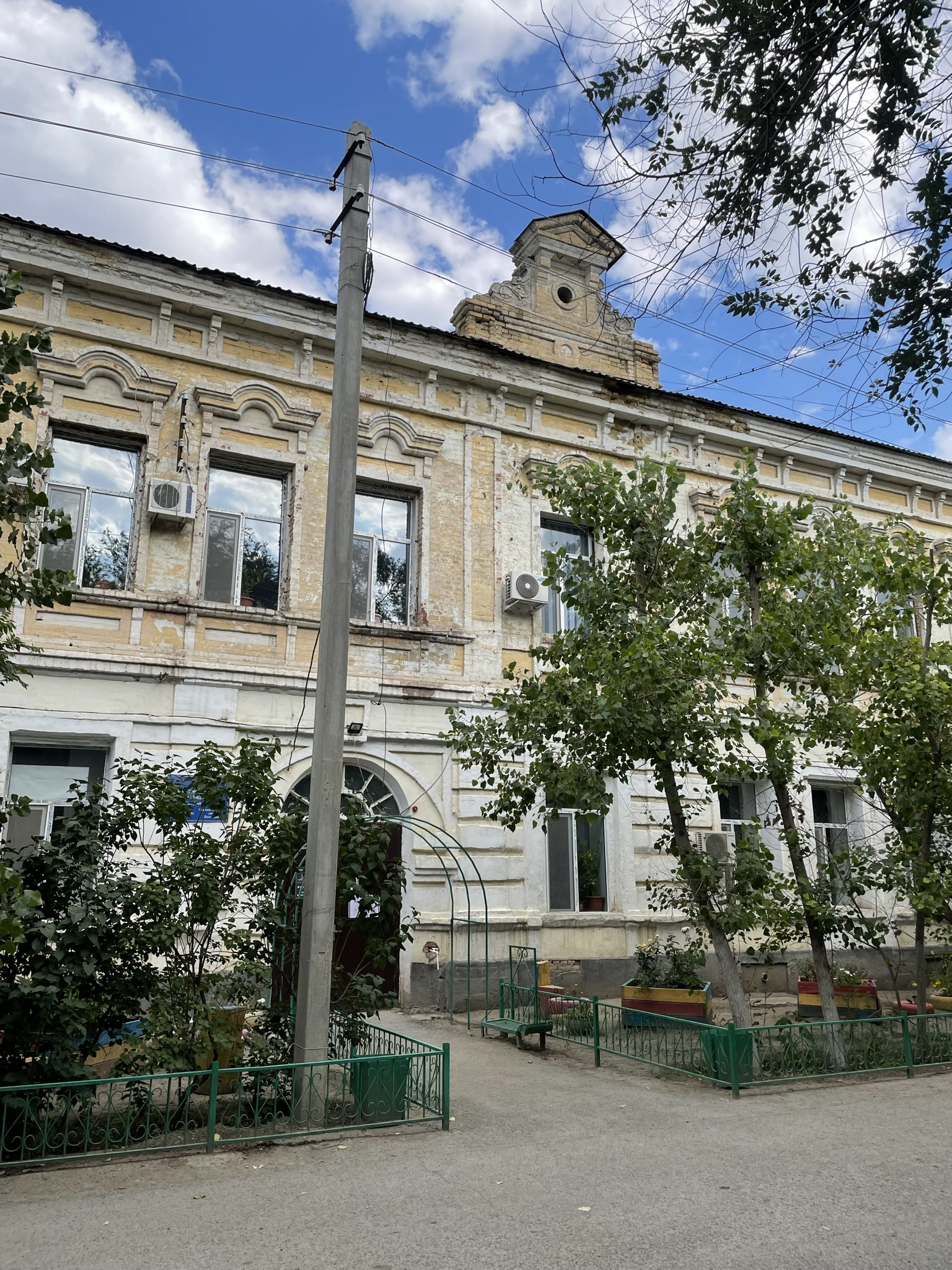
ул. Исенова, 48
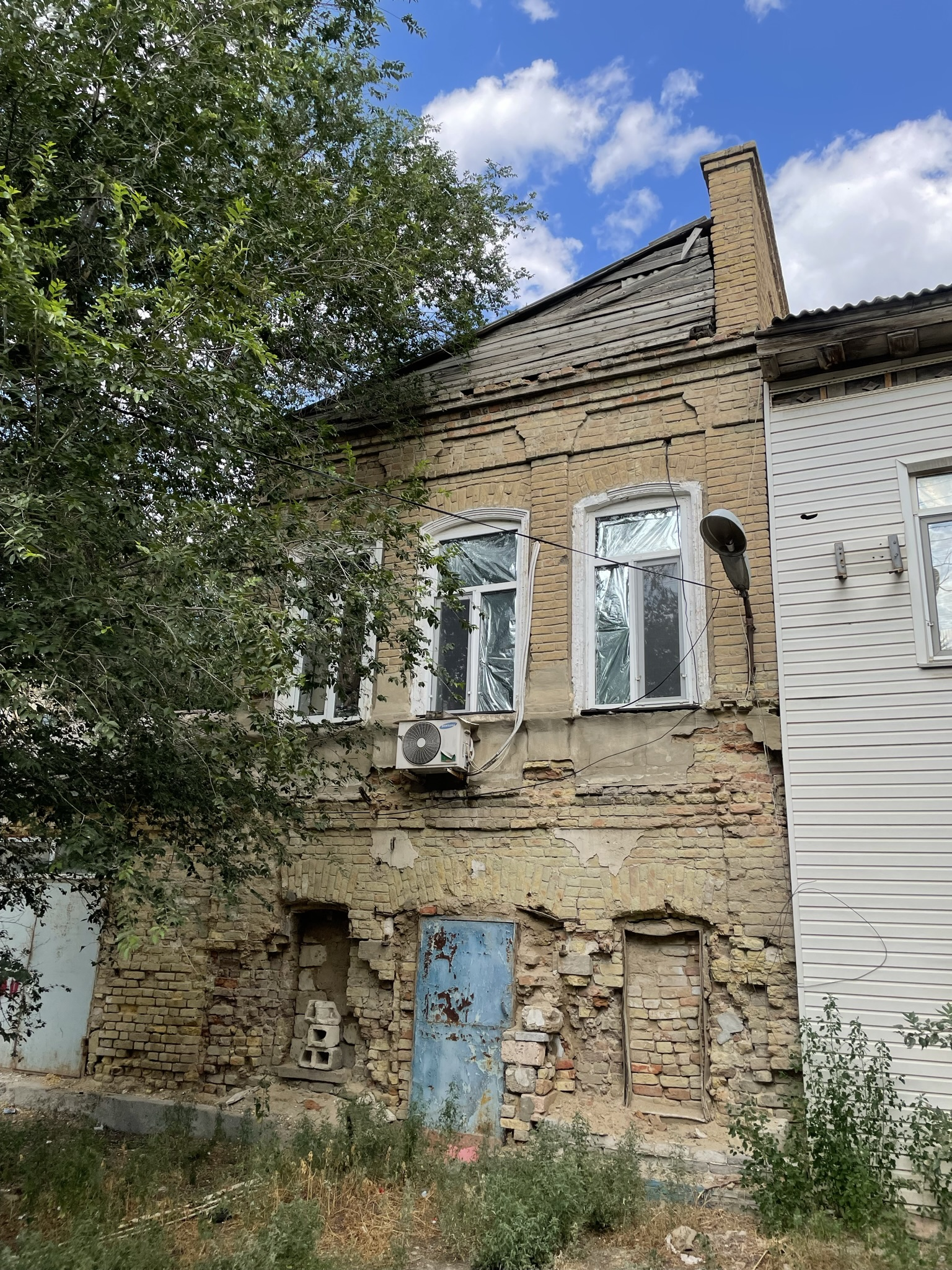
ул. Исенова, 50
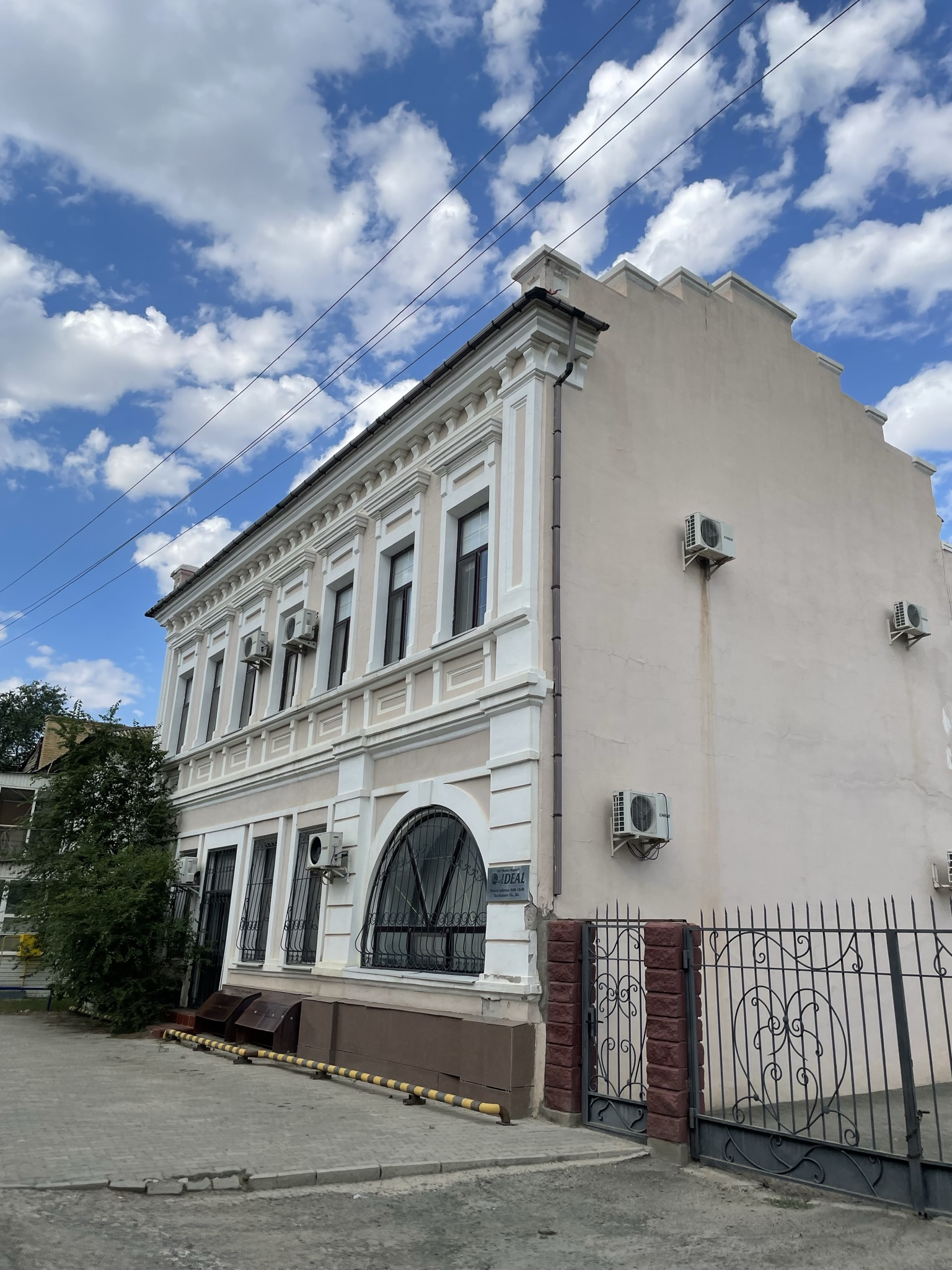
ул. Исенова, 52
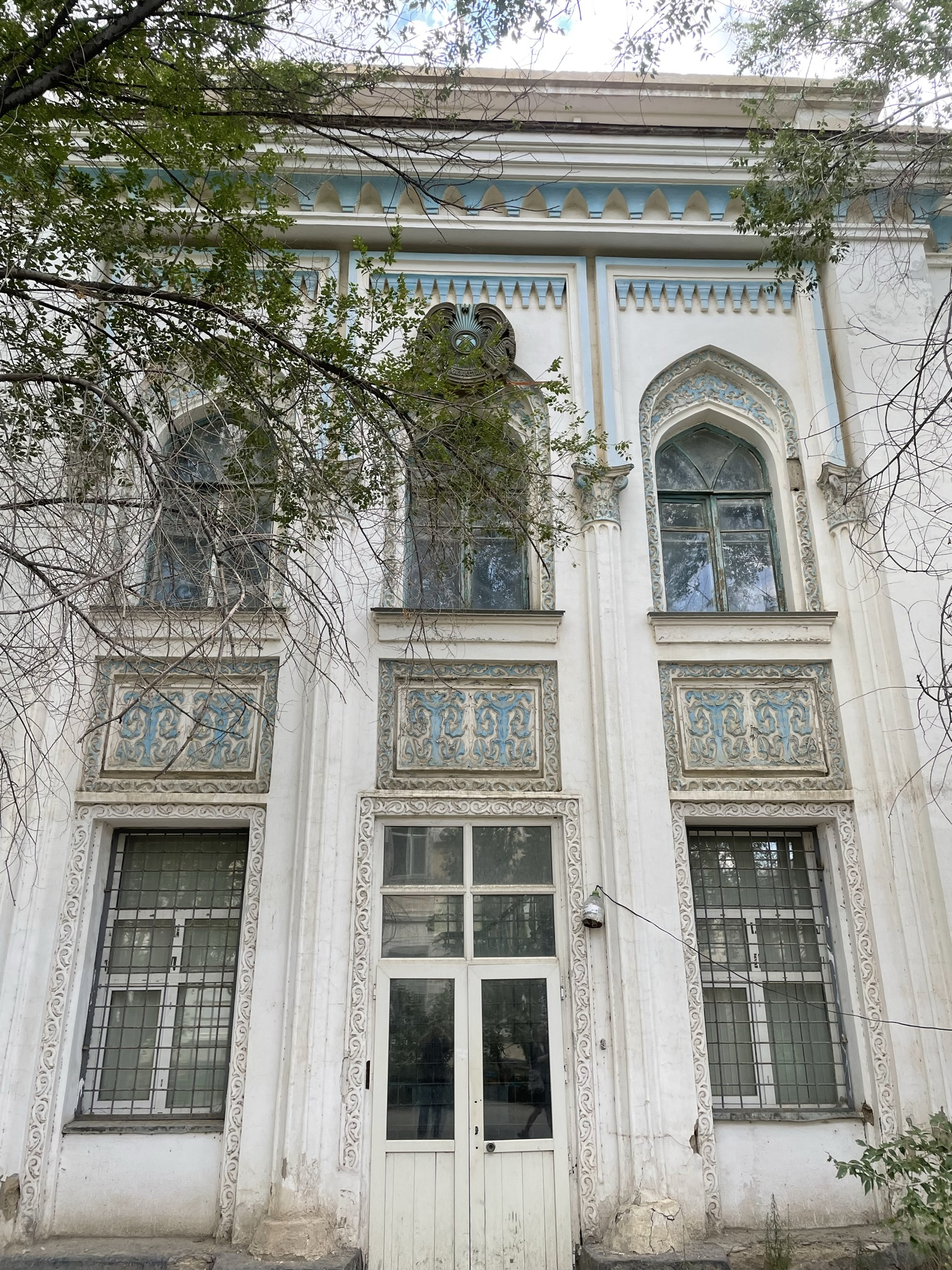
ул. Исенова, 61
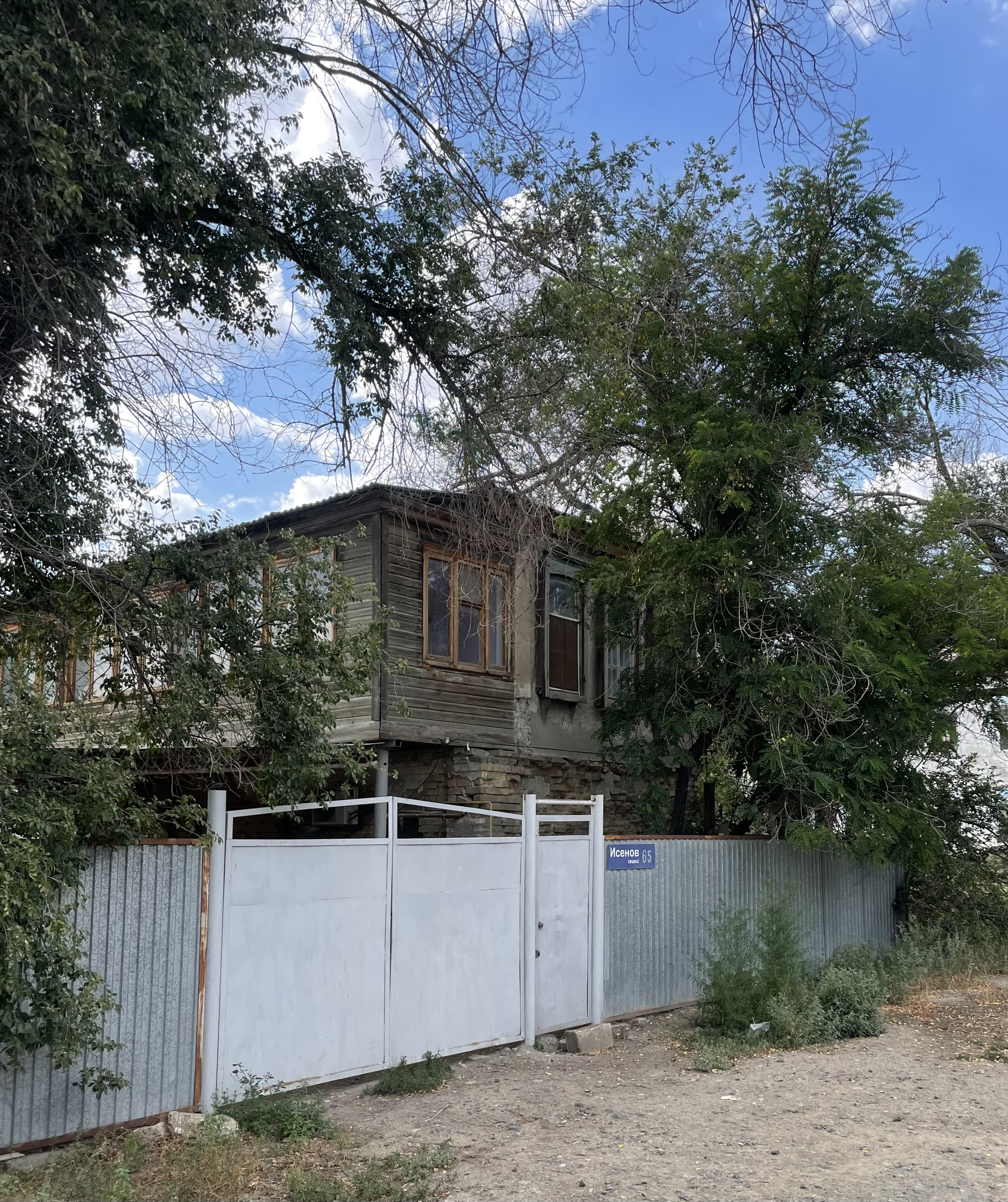
ул. Исенова, 65
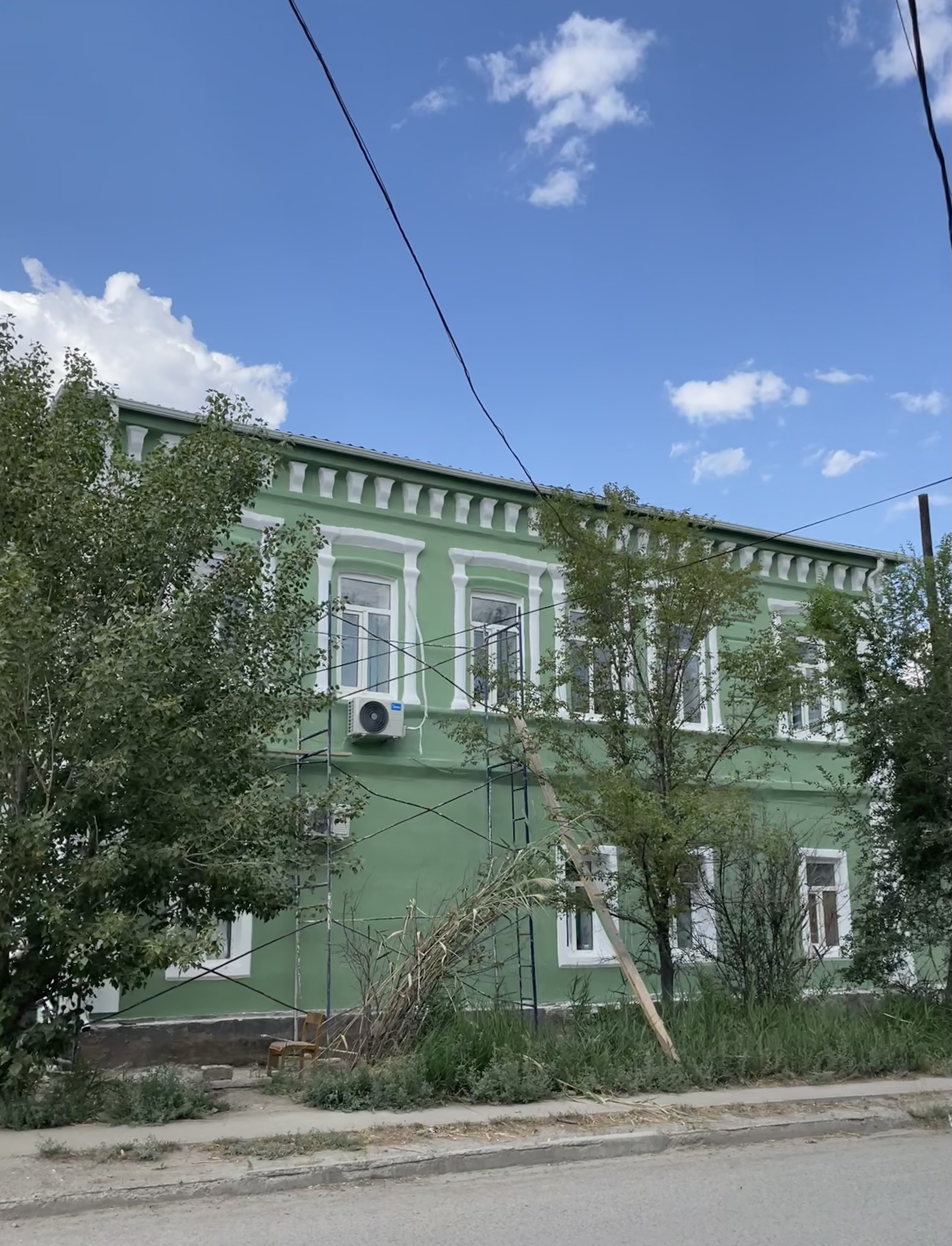
ул. Балгимбаева, 38
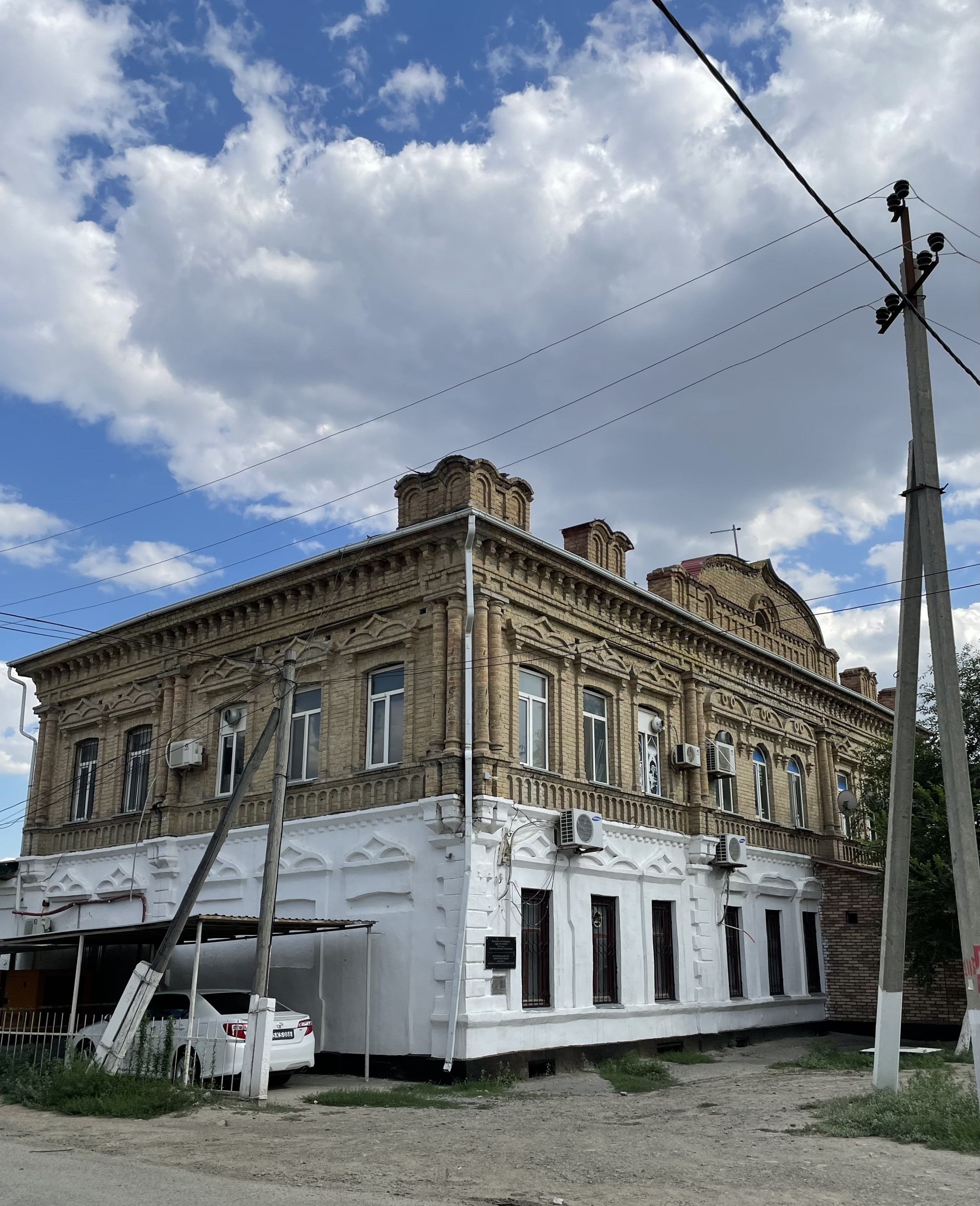
ул. Балгимбаева, 42
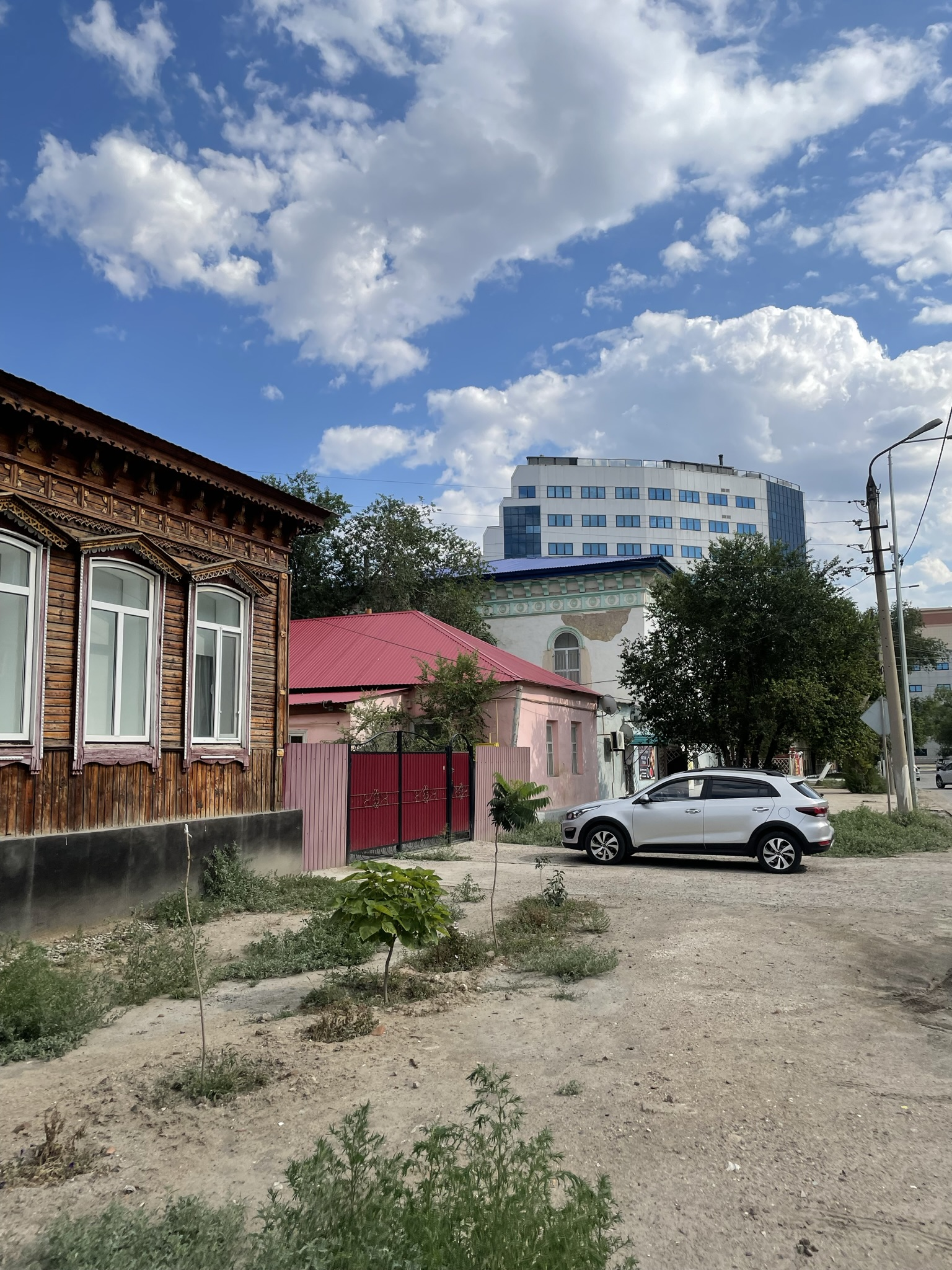
ул. Балгимбаева, 56
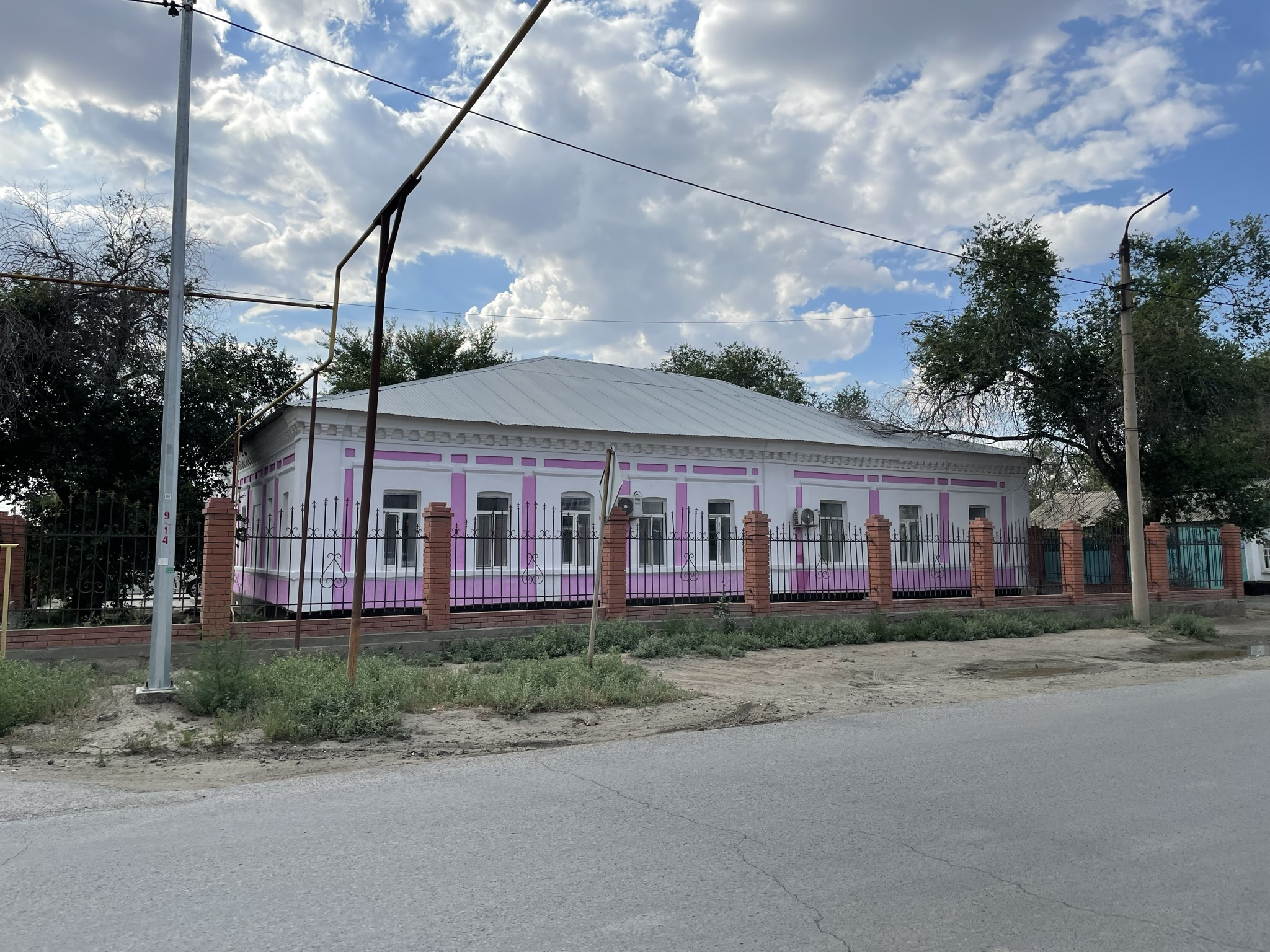
ул. Балгимбаева, 61